# امبالاروکا
امبالاروکا (به لاتین: Ambalaroka) یک سکونتگاه مسکونی در ماداگاسکار است که در واتوواوی-فیتووینانی واقع شده‌است.

## خصوصیات
امبالاروکا ۲۲٬۰۰۰ نفر جمعیت دارد و ۲۲ متر بالاتر از سطح دریا واقع شده‌است.